# Aleksander Bregman
Aleksander Bregman (ur. 14 sierpnia 1906 w Warszawie, zm. 8 sierpnia 1967 w Londynie) – polski dziennikarz i publicysta.

## Życiorys
Urodził się w mieszczańskiej rodzinie zasymilowanych Żydów, jako syn Ludwika Eliasza Bregmana i Reginy z Halpernów. Studiował nauki polityczne w Wiedniu, Paryżu i Genewie. Współpracował z tygodnikiem sportowym „Stadion”, „Epoką”, „Kurierem Porannym” i „Gazetą Polską”.
W roku 1932 został korespondentem Polskiej Agencji Telegraficznej przy Lidze Narodów. Od 1935 do wybuchu wojny redagował dział zagraniczny „Expressu Porannego”.
W styczniu 1940 wstąpił do Wojska Polskiego we Francji i skończył szkołę podchorążych artylerii. Po klęsce Francji w czerwcu 1940 ewakuował się do Wielkiej Brytanii. Podczas pobytu w Szkocji w latach 1941–1942 współredagował „Nowiny” oraz „Dziennik Żołnierza”.
Po wojnie pozostał na emigracji w Wielkiej Brytanii. Został redaktorem naczelnym „Dziennika Polskiego”. Jako jedyny polski dziennikarz uczestniczył w całym przebiegu konferencji założycielskiej ONZ w San Francisco (od kwietnia do końca czerwca 1945). Publikował m.in. w londyńskich „Wiadomościach”, „W drodze” i w prasie brytyjskiej. Działał w emigracyjnym Polskim Ruchu Wolnościowym „Niepodległość i Demokracja” obok m.in. Jana Nowaka-Jeziorańskiego i Jerzego Lerskiego.
Autor licznych publikacji z dziedziny polityki międzynarodowej wydawanych po polsku, francusku i angielsku. Jego bestselerową publikacją jest wielokrotnie wydawany Najlepszy sojusznik Hitlera – monografia współpracy niemiecko-sowieckiej w latach 1939–1941, która ukazała się w II obiegu w Polsce w 18 różnych wydaniach.
W PRL informacje na temat Aleksandra Bregmana podlegały cenzurze. Jego nazwisko znajdowało się na specjalnej liście osób z całkowitym zakazem publikacji. Zalecenia cenzorskie dotyczące jego osoby zanotował Tomasz Strzyżewski, który w swojej książce o peerelowskiej cenzurze opublikował notkę informacyjną nr 9 z 1975 roku Głównego Urzędu Kontroli Prasy, Publikacji i Widowisk. Wytyczne dla cenzorów głosiły: „(...) w stosunku do niżej wymienionych pisarzy, naukowców i publicystów przebywających na emigracji (w większości współpracowników wrogich wydawnictw i środków propagandy antypolskiej) należy przyjąć zasadę bezwarunkowego eliminowania ich nazwisk oraz wzmianek o ich twórczości, poza krytycznymi, z prasy, radia i TV oraz publikacji nieperiodycznych o nienaukowym charakterze (literatura piękna, publicystyka, eseistyka)”.

## Ordery i odznaczenia
- Złoty Krzyż Zasługi (28 stycznia 1939)[3]

## Publikacje
- La Pologne et la Société des Nations: la conception polonaise de l’organisation de la paix, Genève 1932.
- La politique de la Pologne dans la Société des Nations., Paris 1932, wyd. F. Alcan.
- Appeasement Charter?: a study of the Dumbarton Oaks Proposal / by Alexander Bregman, London 1945, wyd. Max Love Publishing.
- Dzieje pustego fotela: konferencja w San Francisco i sprawa polska, Londyn 1947, wyd.: Świat. Związ. Pol. z Zagranicy.
- Faked elections in Poland as reported by Foreign Observers, ed. by A. Bregman; forew. by George Dallas. London 1947 (bd.); wyd. The Polish Freedom Movement „Independence and Democracy”.
- Jak świat światem? Stosunki polsko-niemieckie wczoraj, dziś i jutro, Londyn 1964, wyd. Polska Fundacja Kulturalna.
- Rubieże wolności: reportaże z pogranicza świata komunistycznego w Europie i Azji, Londyn 1968.
- Zakamarki historii: wybór rozpraw, red. Adam Ciołkosz, Londyn 1968, wyd. Polska Fundacja Kulturalna.
- Najlepszy sojusznik Hitlera: studium o współpracy niemiecko-sowieckiej 1939–1941, Wydanie 7 (wyd. 1 w 1958) Londyn 1983, wyd. Orbis, ISBN 0-901149-13-6.
- Polska i nowa Europa, Londyn 1963, wyd. Polonia Book Fund.